# Großsteingräber bei Hohen Wieschendorf
Die Großsteingräber bei Hohen Wieschendorf waren vier megalithische Grabanlagen der jungsteinzeitlichen Trichterbecherkultur bei Hohen Wieschendorf, einem Ortsteil von Hohenkirchen im Landkreis Nordwestmecklenburg (Mecklenburg-Vorpommern). Grab 1 trägt die Sprockhoff-Nummer 319. Es war in den 1930er Jahren noch erhalten, wurde von Ewald Schuldt 1972 aber als zerstört geführt. Grab 2 wurde bereits 1836 zerstört und dabei untersucht. Die noch erhaltenen Funde befinden sich heute in der Sammlung des Archäologischen Landesmuseums Mecklenburg-Vorpommern in Schwerin.

## Lage
Grab 1 befand sich etwa 1,5 km nördlich von Hohen Wieschendorf in einem kleinen Waldstück am Hochufer einer Landspitze. Die Gräber 3 und 4 lagen in der Nähe. Die genaue Lage von Grab 2 ist nicht überliefert.

## Beschreibung

### Grab 1
Grab 1 besaß ein nordost-südwestlich orientiertes rechteckiges Hünenbett mit einer Länge von 22 m und einer Breite von 4 m. Die einstige steinerne Umfassung war in den 1930er Jahren bereits vollständig verschwunden. In der Mitte des Hünenbetts steht quer zu diesem die Grabkammer, bei der es sich um einen Urdolmen handelte. Sie bestand aus je einem langen Tragstein an den Langseiten, einem Abschlussstein an der nordwestlichen Schmalseite und einem niedrigeren Stein an der südöstlichen Schmalseite. Die Kammer hatte eine Länge von 1,5 m und eine Breite von 0,7 m.

### Grab 2
Grab 2 befand sich in einem Sandberg. Es besaß mindestens drei, vielleicht auch vier Grabkammern, bei denen es sich wohl um Urdolmen gehandelt hat. Sie standen 7–8 Schritt (ca. 5,3–6 m) auseinander. Die Kammern hatten eine Länge von 5 Fuß (ca. 1,5 m) und eine Breite von 2,5 Fuß (ca. 0,8 m).
Eine Kammer enthielt ein Keramikgefäß und sieben oder acht Feuerstein-Beile. Die restlichen Kammern enthielten weitere Beile unbekannter Zahl sowie wenigstens einen Schmalmeißel. Der Meißel und vier Beile wurden dem Verein für mecklenburgische Geschichte und Altertumskunde übereignet; hiervon sind heute noch der Meißel und ein trapezförmiges Flachbeil erhalten.

### Gräber 3 und 4
Ewald Schuldt traf 1968 beim Abbruch des Hochufers noch zwei weitere Gräber an, bei denen es sich ebenfalls um Großdolmen handelte.